# Allia (rivière)
Pour les articles homonymes, voir Allia.

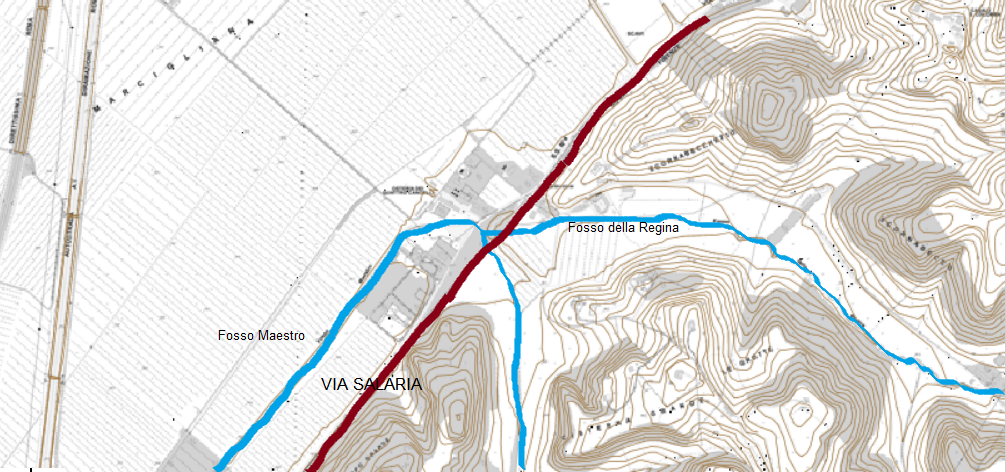

L’Allia est une petite rivière du Latium. Elle passait à Crustumerium et se jetait dans le Tibre à 15 kilomètres au nord est de Rome. Elle est le lieu d'une bataille où les Gaulois défirent les Romains, 390 av. J.-C.

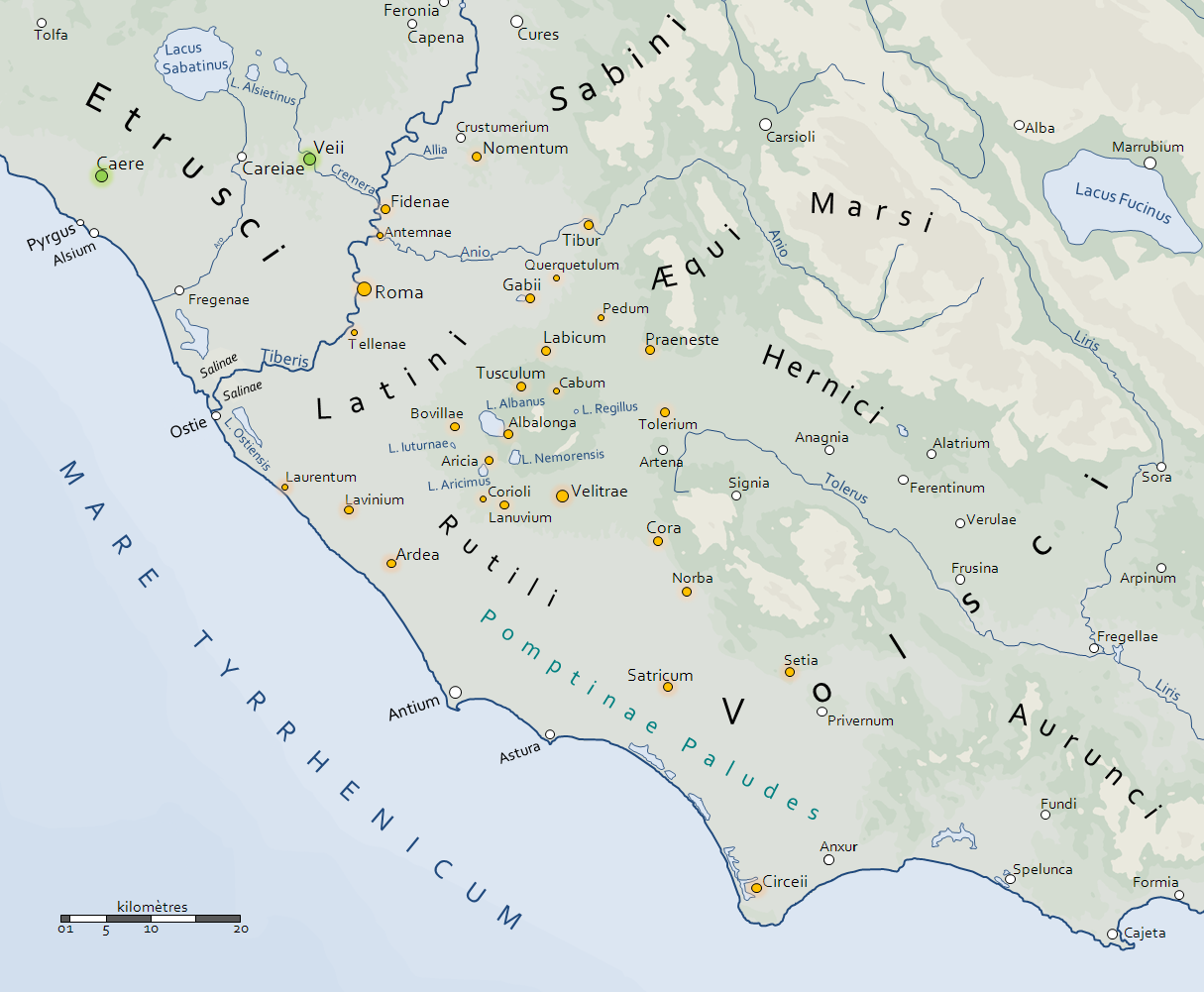
Carte du Latium antique

## Source
Cet article comprend des extraits du Dictionnaire Bouillet. Il est possible de supprimer cette indication, si le texte reflète le savoir actuel sur ce thème, si les sources sont citées, s'il satisfait aux exigences linguistiques actuelles et s'il ne contient pas de propos qui vont à l'encontre des règles de neutralité de Wikipédia.